# Lukáš Hoffmann
Lukáš Hoffmann (1977 – 18. prosince 2024, Bratislava) byl slovenský televizní herec.

## Život
Narodil se v roce 1977.
Většinu svého života zápasil se závislostí na drogách. Ze závislosti se dostal v mládí, ale opět jí propadl v roce 2018. Tomu všemu předcházely zdravotní komplikace, včetně bolesti páteře. O své závislosti v rozhovorech mnohdy otevřeně mluvil.
Objevoval se převážně ve slovenských seriálech. Ztvárňoval obvykle epizodní role. Mezi jeho nejznámější seriály patřily Panelák, Mafstory nebo Odsouzené.
V posledních letech života přišel o domov, ocitl se na ulici a později i ve vězení. Jeho zdravotní stav se zhoršoval.
Pozornost na sebe upoutal v roce 2019, kdy se na internet dostalo video, kde za špatného stavu zpívá na ulici. Lidé ho poslední roky mnohdy pronásledovali a fotili v choulostivých situacích.
V létě 2024 po něm policie vyhlásila pátrání. Po tomto zjištění se policistům sám přihlásil.
Zemřel 18. prosince 2024 v Bratislavě na ulici Panonské cestě. Bylo mu 47 let. Zůstali po něm dva synové.

## Filmografie

### Filmy
- Za nepřátelskou linií (2001)

### Televize
- Panelák (2008)
- Mafstory (2009– 2012)
- Odsouzené (2010)
- Nevinní (2010)
- Pravdivé príbehy s Katkou Brychtovou (2013)
- Klan (2013)
- Deň a noc (2013)
- Profesionálové (2014)
- Vdova (2014)
- Zoo (2016)
- Na shledanou, babičko! (2016)
- Pravá tvár (2017)